# Bryconamericus mennii
Bryconamericus mennii är en fiskart som beskrevs av Miquelarena, Protogino, Filiberto och López 2002. Bryconamericus mennii ingår i släktet Bryconamericus och familjen Characidae. Inga underarter finns listade.